# Benjamin Dean Meritt
Benjamin Dean Meritt FBA (* 31. März 1899 in Durham, North Carolina; † 7. Juli 1989 in Austin, Texas) war ein US-amerikanischer klassischer Philologe und Epigraphiker.

## Leben
Benjamin Dean Meritt war der ältere Sohn des Klassischen Philologen Arthur Herbert Meritt, der als Professor an der Duke University lehrte. Sein jüngerer Bruder war der Sprachwissenschaftler Herbert Dean Meritt (1904–1984).
Benjamin Dean Meritt studierte am Hamilton College (B.A. 1924) und ging anschließend für ein Jahr als Locke-Stipendiat an die American School of Classical Studies at Athens (ASCSA). Hier vertiefte er seine Studien zur griechischen Epigraphik, der er sein Lebenswerk widmete.
Von 1923 bis 1924 arbeitete Meritt als Griechischdozent an der University of Vermont und arbeitete an seiner Dissertation, mit der er 1924 an der Princeton University zum Ph.D. promoviert wurde. Nach zwei Jahren als Dozent an der Brown University und an der Princeton University wurde er 1926 zum Assistant Director der ASCSA berufen, mit der er sein Leben lang verbunden blieb: Von 1926 bis 1969 gehörte er der Leitungskommission der ASCSA an; er besuchte sie außerdem als Annual Professor (1932/1933 und 1954/1955) und als Gastprofessor (1935/1936 und 1969/1970).
Ab 1928 lehrte Meritt als Associate Professor und Professor of Greek and Latin an der University of Michigan. 1932 wurde er für ein Jahr beurlaubt, als er die Leitung des Athens College in Griechenland übernahm. 1933 wurde er als Francis White Professor of Greek an die Johns Hopkins University berufen. Schon zwei Jahre später wechselte er an das Institute for Advanced Study in Princeton als Professor of Greek Epigraphy an der School of Historical Studies. 1935 wurde er in die American Academy of Arts and Sciences und 1938 in die American Philosophical Society gewählt.
Seinen Ruhestand (ab 1969) verbrachte Meritt an der University of Texas at Austin, wo er von 1971 bis 1972 Gastprofessor und von 1973 bis zu seinem Tode Gastforscher war.

## Leistungen
Meritt beschäftigte sich hauptsächlich mit der griechischen Epigraphik, deren Ergebnisse er zu historischen Forschungen heranzog. Sein Schwerpunkt war die Geschichte Athens und Attikas im 5. Jahrhundert v. Chr. An der ASCSA betreute er die Publikation von über 7000 Inschriften, die hauptsächlich von der Agora stammten. Als Früchte seiner Forschungsarbeit veröffentlichte er grundlegende Studien zum attischen Tributsystem und zum athenischen Kalender.
Durch seine Tätigkeit als Forscher, Dozent und Wissenschaftsorganisator erwarb sich Meritt internationale Anerkennung. Er war Präsident der American Philological Association (1952/1953), Ehrenmitglied der Archäologischen Gesellschaft Athen, korrespondierendes Mitglied der British Academy und des Deutschen Archäologischen Instituts. Für das Jahr 1958/1959 wurde er als Sather Professor an die University of California, Berkeley eingeladen. Er erhielt den Goodwin Award (1954), den Phönix-Orden (Kommandeur) und den Orden Georgs I.